# Geomys texensis
La tuza de bolsillo central de Texas o tuza de bolsillo del Llano ( Geomys texensis ) es una especie de roedor de la familia Geomyidae . Es endémica del centro de Texas en los Estados Unidos .

## Descripción
La tuza de bolsillo del centro de Texas es muy similar en apariencia a sus parientes cercanos, la tuza de bolsillo de las llanuras y la tuza de bolsillo de Knox Jones, y las tres especies pueden ser difíciles de distinguir visualmente. Los machos miden un promedio de 18 cm (7,1 pulgadas) de largo y las hembras 15 cm (5,9 pulgadas); Ambos sexos tienen una cola de unos 6 o 7 cm (2,4 o 2,8 pulgadas) de largo. El pelaje es de color marrón en la mayor parte del cuerpo, con un cuello amarillento más pálido alrededor de la garganta y partes inferiores y patas blancas. El pelaje de invierno es más oscuro que el de verano, y las partes inferiores a veces son de color gris pálido.

## Distribución
Geomys texensis se puede encontrar principalmente en el centro de Texas. Los especímenes del norte residen en tramos a lo largo de los condados de McCulloch, San Saba y Lampasas, y se extienden hasta los condados de Zavala, Frio y Medina en el sur. Las tres subespecies de Geomys texensis ( llanensis , texensis y bakeri ) están ubicadas en varios clados en estos rangos y típicamente se caracterizan por habitar en el norte o en el sur.
Especímenes del norte G. t. texensis y G. t. llanesis son parapátricos en su distribución. Es decir, sus respectivos rangos no se superponen, sin embargo, son inmediatamente adyacentes entre sí. La tercera subespecie, G. t. bakeri , está geográficamente aislada de las otras dos subespecies y se puede encontrar principalmente en los condados del sur de Medina, Uvalde y Zavala. Recientemente se ha destacado la importante segregación geográfica entre las tres subespecies, ya que actualmente se están investigando las implicaciones genéticas asociadas con el rango de hábitat. Principalmente, las diferencias genéticas entre los G. t. que habitan en el norte. texensis y G. t. llanesis , y G. t., que habita en el sur. bakeri están siendo examinados.

## Biologia
Como su nombre lo indica, la especie se encuentra sólo en el centro de Texas, donde habita áreas con suelos arcillosos aptos para excavar. Son animales solitarios que ocupan sistemas de túneles que suelen estar separados por al menos 2 m (6 pies 7 pulgadas). Las madrigueras contienen múltiples cámaras, incluidos escondites de alimentos y letrinas , además de cámaras de descanso, y túneles verticales en forma de sacacorchos para disuadir a los depredadores. Dan a luz a una camada una vez al año. Sólo se sabe que una especie de piojo masticador de Ischnoceran , Geomydoecus heaneyi , vive en el pelaje de las tuzas de bolsillo del centro de Texas.

## subespecies
Se han identificado tres subespecies:
- G.t. texensis – condados de Mason , McCulloch y San Saba

- G.t. bakeri – condados de Medina , Uvalde y Zavala

- G.t. llanensis - condados de Gillespie , Kimble y Llano